# Koh Tonsay
Koh Tonsay (Khmer: កោះទន្សាយ - „Kanincheninsel“) ist eine Insel in Kambodscha, sie liegt rund 4,5 Kilometer südwestlich von Kep. Die Fläche beträgt rund 1,7 km². Touristen schätzen sie wegen ihrer beiden Sandstrände Sunset Beach (Nordwesten) und Long Beach (Südwesten). Außerhalb der Strände ist die Küste von Mangroven geprägt.

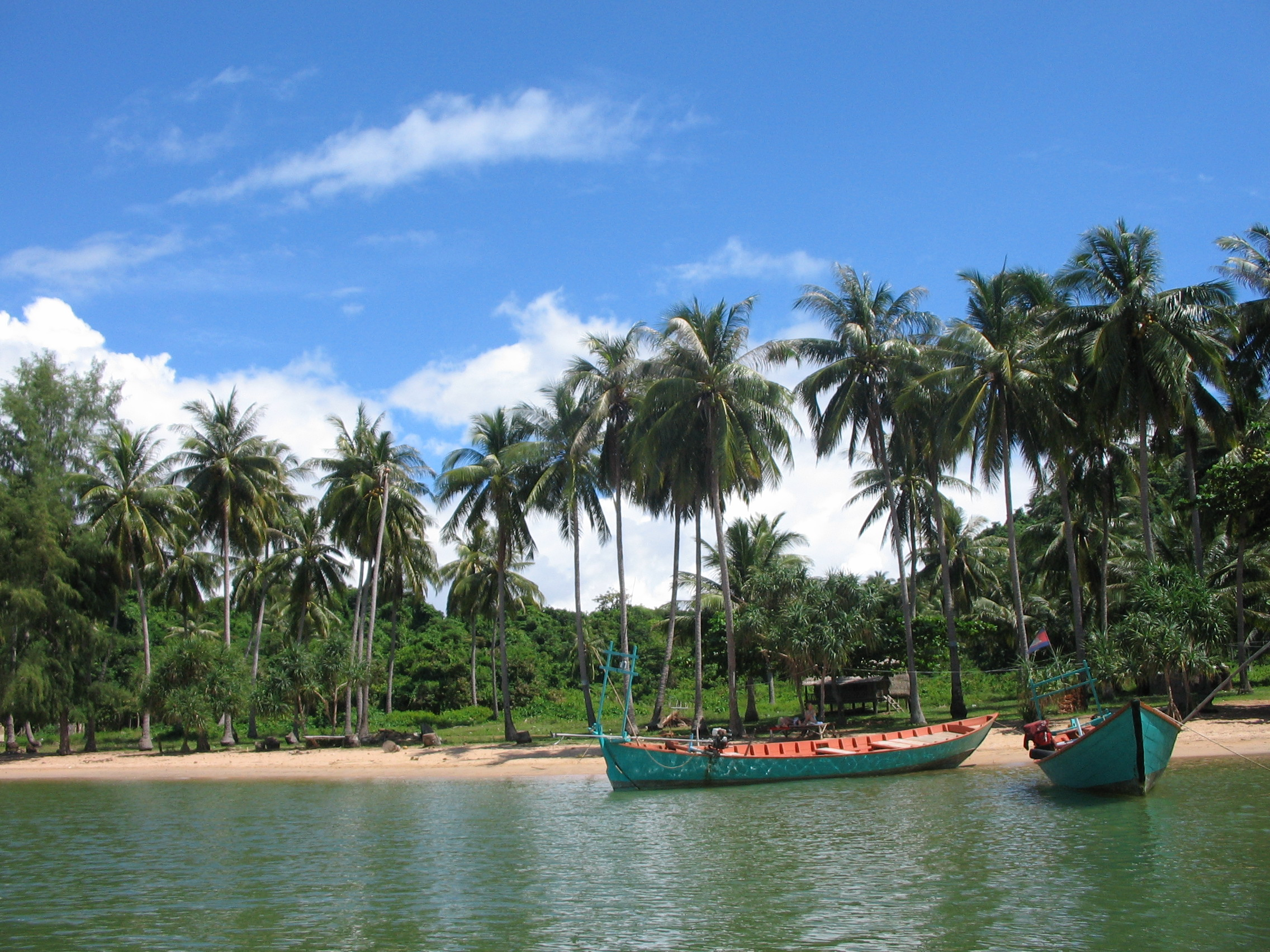
Boote am Sandstrand von Koh Thonsay

Das die Insel umgebende Meer ist seicht und eignet sich damit zum Schwimmen und Schnorcheln. In der Umgebung der Insel finden sich Korallenriffe sowie etliche Arten von Wasserpflanzen, Fischen und anderen Tieren.
Während der Herrschaft von Prinz Norodom Sihanouk in den 1940er- und 1950er-Jahren wurde sie zeitweise als Ort für die Internierung von Strafgefangenen benutzt, die gleichzeitig die Verteidigung der Insel verantworten mussten. Zu dieser Zeit wurden auch Wege für Pferdekarren und Gasthäuser aus Holz und Palmenblättern gebaut, die allerdings wieder durch Wettereinflüsse und während des Bürgerkriegs zerstört worden sind. Heutzutage bewohnen sieben Familien die Insel, die vom Fischfang und den Kokospalmen leben. Sie ist ein beliebtes Ausflugsziel für Kambodschaner und in zunehmendem Maße auch für ausländische Touristen.
Auf der Insel gibt es mehrere Hütten, die gemietet werden können. Ebenfalls findet man ein kleines Restaurant mit einfachen Speisen vor.